# تومبو ريغو

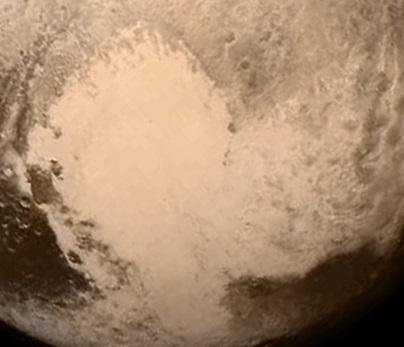
صورة القلب، تم اقتصاصها من صورة عرض كامل لبلوتو من نيوهورايزونز. المنطقة المظلمة لليسار هي كثولو ولليمين كران

تومبو ريغيو (بالإنجليزية: Tombaugh Regio)‏ هو الاسم الغير رسمي الذي يميز سطح بارز على الكوكب القزم بلوتو. وهي عبارة عن منطقة واسعة ذات لون فاتح تمتد حوالي 1,590 كـم (990 ميل)، وتم إعطاء اسم «قلب» بلوتو من قبل ناسا ووسائل إعلام مختلفة.
تم التعرف على المنطقة لأول مرة في الصورة الأولية لبلوتو بعد عودة مسبار نيوهورايزونز للتعافي من الشذوذ التي أوصلته مؤقتاً للوضع الأمن. أشارت ناسا في البداية للمنطقة «بالقلب» في إشارة إلى الشكل العام. في 15 يوليو تم تسمية المنطقة بشكل غير رسمي تومبو ريغيو من قبل ناسا تكريماً لعالم الفلك كلايد تومبو مكتشف بلوتو. وكلمة ريغيو لاتينية وتعني «المنطقة».